# Atomaria tenebrosa
Atomaria tenebrosa là một loài bọ cánh cứng trong họ Cryptophagidae. Loài này được Casey miêu tả khoa học năm 1900.